# Ázsiai vadkutya
Az ázsiai vadkutya, más néven dól (Cuon alpinus) az emlősök (Mammalia) osztályának ragadozók (Carnivora) rendjébe, ezen belül a kutyafélék (Canidae) családjába tartozó faj.
Nem túl közeli rokona a szürke farkasnak (Canis lupus). Neme Cuon, amelynek egyetlen faját képviseli, a kutyafélék egyik ősi oldalága, amely körülbelül az hiénakutyával (Lycaon pictus) egyidőben válhatott el a többi kutyafélétől.
Az ázsiai vadkutyák kommunikációja a füttyögés.

## Előfordulása
Ma már csak Indiában és kisebb foltokban Ázsia néhány más országában fordul elő. Egykor azonban Ázsia nagy részén otthon volt. Nem is olyan régen még gyakori volt Oroszországban, Mongóliában, Kínában éppúgy, mint a Himalájában, Indiában, Délkelet-Ázsiában, egészen Jáváig. Sri Lankáról a 20. században irtották ki. Az egykori szovjet tagállamokból szintén csaknem kipusztult.

## Alfajai
Jelenleg 3 alfaját tartják nyilván, 2005-ig 11 alfaja volt elismerve:
- alpesi vadkutya (Cuon alpinus alpinus) (Pallas, 1811)
- turkesztáni vadkutya (Cuon alpinus hesperius) (Afanasjev & Zolotarev, 1935)
- szumátrai vadkutya (Cuon alpinus sumatrensis) (Hardwicke, 1821)

## Megjelenése

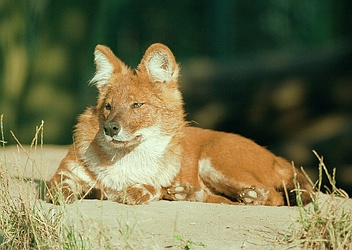
Figyelő ázsiai vadkutya

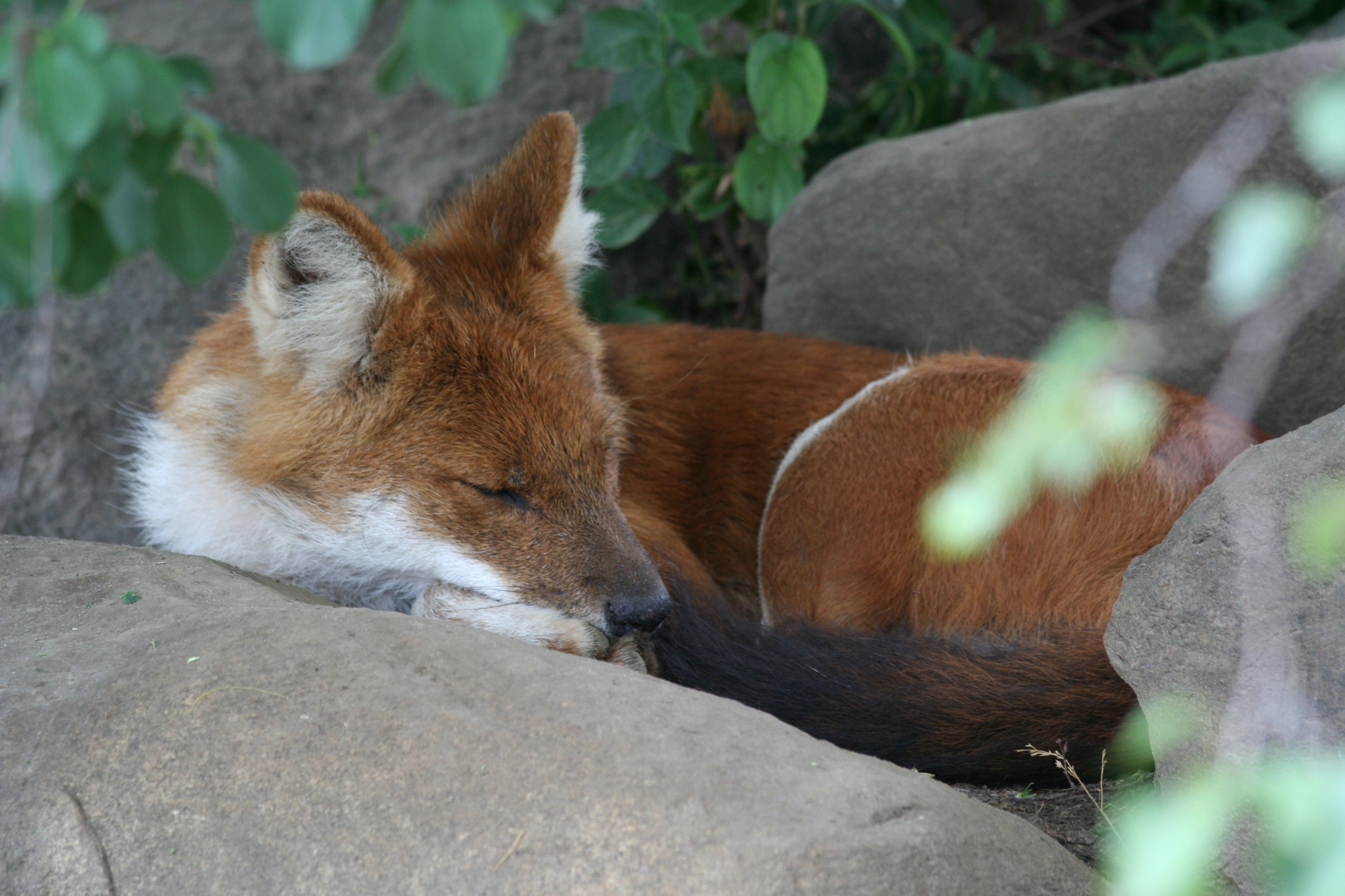
Alvó ázsiai vadkutya

A dól testhossza (farok nélkül) 90–110 cm, marmagassága 45–50 cm, tömege legfeljebb 25 kilogramm. Számos alfaja közt jelentős különbségeket figyelhetünk meg. A legnagyobbak Himalájában élő példányok (C. a. alpinus). Ezek akár 4000 méter magasságig is felhatolnak, színük sárgás-fakó, hasaljukon a szőr fölöttébb dús. A legkisebb a Szumátrán és Jáván élő alfaj ('C. a. sumatrensis'). Bár a legtöbb alfaj szőre viszonylag rövid, az Altajban egy hosszú szőrű változat is él.

## Életmódja
Általában 5–12 fős csoportokban él; a 25 főnél nagyobb falka nagyon ritka. Tápláléka igen változatos: Indiában 90%-ban szarvasokat, kisebb részt nyulakat, rágcsálókat fogyaszt, míg északabbra fő tápláléka a rénszarvas, a vadjuh, a vadkecske és a borz alkotja. Ínséges időkben megeszi a hüllőket, sőt, olykor növényekre, bogyókra fanyalodik. A hiénakutyához nagyon hasonlóan vadászik: csaknem némán, kitartóan üldözi áldozatát, amibe időnként belemar, és kiszakít belőle egy-egy darabot. Támadás közben füttyögéssel koordinálja a mozgását, illetve cselekvését a többiekkel. Ha szem elől tévesztik a kiszemelt prédát, kitűnő szaglásuk ismét nyomra vezeti őket. Amint a zsákmány összerogy, marcangolni kezdik, és elevenen kezdik el enni. Az ázsiai vadkutya az embert nem támadja meg, és eredetileg messze elkerülte a településeket is. Az utóbbi időben azonban élőhelye annyira összeszűkült, hogy egyes területeken a maradék állomány rákapott a lábasjószágra is. Megoszlanak a vélemények arról, hogy tartanak-e territóriumot: valószínűleg igen, ám amikor a területen elfogy a zsákmány, hamar odébbállnak.
Az ázsiai vadkutya a farkas nagy ellensége. Rudyard Kipling A dzsungel könyve című regényében ezzel kapcsolatban részben saját indiai élményeit, megfigyeléseit dolgozta fel.
Kipling igen jól megfigyelte a „dekkáni vörös kutya” életét: megemlítette, hogy ezek a farkasnál valamivel kisebb ragadozók ügyes és kitartó vadászok, a farkasnál nagyobb falkákban élnek. Akár a tigristől is képesek elragadni a zsákmányát, de ha nincs más, beérik rágcsálókkal és gyíkokkal is.

## Szaporodása

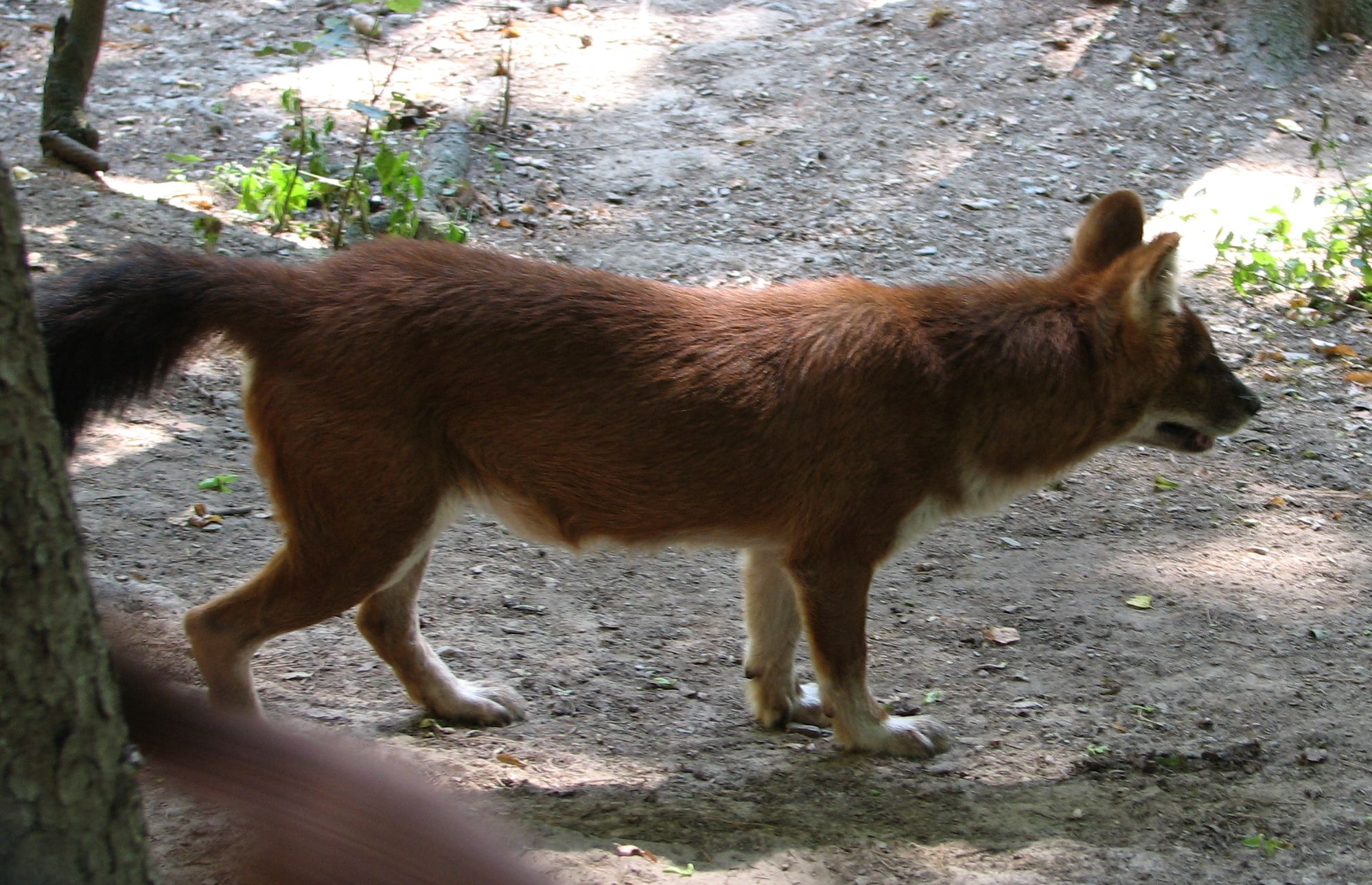

A kölykök természetesen nem kísérik el a felnőtteket vadászni, rájuk „óvónéniként” egy-két nőstény vigyáz. A földbe ásott tanyájukra visszatérő felnőttek a kicsik elé öklendezik a félig megemésztett húst. Olykor egyszerre több szukának is vannak kicsinyei, és a falka közösen neveli, eteti őket. Az ázsiai vadkutya nem különösebben szapora faj: a szuka 60–62 napos vemhesség után olykor 8–9 kölyköt is világra hozhat, ám az általános alomszám 3–4. A természetben a tízéves egyed már idősnek számít, ám fogságban akár 16 esztendeig is elélhet.

## Védettsége
Kipling kora óta az ázsiai vadkutyából veszélyeztetett faj lett, mert elvesztette élőhelyét. Utolsó menedékei az egykori nagy erdőségekből megmaradt, kisebb dzsungel- és erdőfoltok.
Állatkertekben legalább száztíz példányt tartanak fogva, Magyarországon a Fővárosi Állat- és Növénykertben él néhány egyed.